# Айелло, Лоран
Лора́н Айелло́ (фр. Laurent Aïello, род. 23 мая 1969, Фонтене-о-Роз, Иль-де-Франс, Франция) — французский автогонщик, победитель 24 часов Ле-Мана (1998), чемпион DTM (2002).
Лоран Айелло родился 23 мая 1969 года в Фонтене-о-Роз, Франция. Он начинал гоночную карьеру, как и многие, в гонках машин с открытыми колёсами, выиграл в 1990 г. Гран-при Монако в классе Формула-3, а в 1992 г. — Французский чемпионат Ф3. Однако два неудачных сезона в международной Формуле-3000 побудили его к переходу в гонки кузовных автомобилей и в 1994 г. он выиграл Французский Туринговый Чемпионат. В 1997 г. он одержал победу в Немецком СуперТуринге (STW), а на следующий год, вместе с Аланом МакНишем и Стефаном Ортелли выиграл 24 часа Ле-Мана за рулём Порше 911 GT1. На следующий год он берёт титул и в Британском Туринговом чемпионате. В 2000 г. он переходит в возрождённый ДТМ, который в 2002 г. сенсационно выигрывает за рулём Audi ТТ-R частной команды Ганса-Юргенса Абта, победив в 4 гонках из 10. В 2004 г. Лоран переходит в состав Опеля, а в 2005 г., с уходом из серии Опеля, ушёл и он. Всего Лоран провёл 60 гонок в ДТМ, в 7 из которых победил.

## Карьера
- 1981—1987 :
  - Картинг : Чемпион Лиги Иль-де-Франс(1982).
  - Чемпион Кубка France Cadet (1983) и National (1985).
  - 5е место в чемпионате мира среди юниоров (1985).
  - 2 fois vainqueur du challenge Alazard.

- 1988 :
  - Тесты в Формуле 3.
  - Vainqueur du volant Avia La Chatre.

- 1989 :
  - Вице-чемпион французской Формулы 3 (DG Racing/Dallara-Volkswagen).

- 1990 :
  - Победа на Гран-При Монако в классе Формула 3 (DG Racing/Dallara-Alfa Romeo).
  - Championnat de France de Formule 3, 3 victoires, 5⋅10{{{1}}} (Graff Racing/Reynard-Volkswagen).

- 1991 :
  - Международный чемпионат Формулы 3000 (DAMS/Lola-Mugen), 15е место, (поул-позиция в Спа).

- 1992 :
  - Международный чемпионат Формулы 3000, 13е место (Pacific, Reynard-Mugen).

- 1993 :
  - Вице-чемпион Французского Супертуринга, 4 победы (Oreca/BMW 318i).
  - Итальянский Супертуринг, 17 место (1 гонка на BMW 318i на Валлелунге).

- 1994 :
  - Чемпион Французского Супертуринга, 5 побед(Peugeot Sport/405 Mi16).
  - Тесты в Формуле 1 за (McLaren и Jordan).

- 1995 :
  - Французский Супертуринг, 1 победа, 3е место (Peugeot Sport/405 Mi16).

- 1996 :
  - STW, 3 победы, 3е место (Peugeot Sport/406).
  - Porsche Carrera Cup, 1 победа (приглашён Porsche на Поль-Рикар).

- 1997 :
  - Чемпион STW, 11 побед (Peugeot Sport/406).

- 1998 :
  - Вице-чемпион STW, 6 побед (Peugeot Sport/406).
  - Победа в гонке 24 часа Ле-Мана вместе с Аланом Мак-Нишем и Стефаном Ортелли на (Porsche GT1-98).

- 1999 :
  - Чемпион BTCC, 10 побед (RML/Nissan Primera).
- 4е место в гонке 24 часа Ле-Мана (Joest/Audi R8R).

- 2000 :
  - ДТМ, 16е место (Abt Sportsline/Audi TT-R).
  - 2е место в гонке 24 часа Ле-Мана (Joest/Audi R8).

- 2001 :
  - ДТМ, 2 победы, 5е место (Abt Sportsline/Audi TT-R).
  - 2е место в гонке 24 часа Ле-Мана (Joest/Audi R8).
  - Победа в гонке 12 часов Себринга (Infineon/Audi R8).
  - ALMS LMP900, 22е место .

- 2002 :
  - Чемпион ДТМ, 4 победы (Abt Sportsline/Audi TT-R).

- 2003 :
  - ДТМ, 1 победа, 6е место (Abt Sportsline/Audi TT-R).

- 2004 :
  - ДТМ, 10е место (Opel/Vectra GTS V8).

- 2005 :
  - ДТМ, 11е место (Opel/Vectra GTS V8).
  - Завершение гоночной карьеры по окончании сезона 2005.